# チム・チム・チェリー
「チム・チム・チェリー」（英語: Chim Chim Cher-ee）は、1964年のミュージカル映画『メリー・ポピンズ』の劇中で歌われる楽曲の1つである 。

## 概要
オリジナル版ではディック・ヴァン・ダイクやジュリー・アンドリュースが唄ったが、キャメロン・マッキントッシュによるプロデュースのディズニーのミュージカル『メリー・ポピンズ』の劇中でも唄われる。また、ディズニー・ハリウッド・スタジオにあったザ・グレート・ムービー・ライドに登場する『メリー・ポピンズ』のシーンでも本作が流され、カリフォルニアのディズニーランドではマジカル:ディズニー・ナイトタイム・スペクタキュラー・オブ・マジカル・セレブレーションのショーの中でも『メリー・ポピンズ』のシーンで本作が用いられる。
本作は1964年にアカデミー歌曲賞を受賞した。2005年にはジュリー・アンドリュースのアルバム『Julie Andrews Selects Her Facorite Disney Songs』にも挿入されている。

## 作家陣
作詞と作曲を手がけたのは、ロバート・B・シャーマンとリチャード・M・シャーマン（シャーマン兄弟）である。2人は『メリー・ポピンズ』の劇中曲でアカデミー賞とグラミー賞を受賞している。

## インスピレーション
本作は『メリー・ポピンズ』の脚色を担当したドン・ダグラディによる煙突掃除人のスケッチからヒントを得て作られた。シャーマン兄弟にこのスケッチについて質問されたとき、ダグラディは “煙突掃除人に会うと幸せになれる” というイギリスの古い言い伝えを教えた。1961年に映画化が決定するまでに、シャーマン兄弟はすでにパメラ・トラバース作品のキャラクターを多く取り入れながら "バート" を完成させていった。そしてバートのテーマ曲「チム・チム・チェリー」が誕生した。
バートが子供たちに歌って聞かせる “通常版” に加え、劇中では筋書きの要素が明らかになる度に、毎度歌詞の違う部分を短いバージョンで独り言のように唄うバートの姿が見うけられる。
“Mentsch”音楽グループは、イツィク・マンゲルの「Vaylu」というイディッシュ語の曲と幾つか類似点がある。また本作はイディッシュ民謡の「タンバラライカ」とも同様に音の類似点をいくつか共有している。

## パロディ
同一のタイトルを用いて、ソング・パロディストのアラン・シャーマンがパロディ曲を制作したことがある。これは、テレビCMで見るアメリカ製商品を嘲笑の対象にしたパロディである。
イングリッシュ・フットボールのミルウォールやウェスト・ブロムウィッチ・アルビオン、ブラックバーン・ローヴァーズのサポーターたちは、それぞれのチームのローカルライバルで、青と臙脂色とのシャツを着用するウェストハム、アストン・ヴィラ、バーンリーを相手にしたバージョンの曲を唄う。
イギリス人コメディアンのティム・ヴァインは、自身のスタンドアップコメディ収録DVDに、本作の歌詞で言葉遊びをした「ティムティミニー・ティムティミニー・ティムティムトゥーユー」というタイトルを付け、その表紙にはヴァインが煙突掃除人に仮装した写真が使われている。

## カバー
- ペギー葉山（1965年、キングレコード BS-7103）。日本語詞はあらかはひろし、編曲は若松正司。B面は「ひとりぼっちの羊飼い」。
- スリー・グレイセス（1965年、キングレコード BS-7105）。日本語詞はあらかはひろし、編曲は半間厳一。B面は「ブルー・レディに紅いバラ」。
- 九重佑三子（1965年、東芝レコード TP-1164）。日本語詞は萩原芳子、編曲は橋本光雄。B面は「ドレミのうた」。
- 松島トモ子（日本コロムビア）。日本語詞は三浦康照、編曲は山屋清。
- 大杉久美子（1974年、東芝レコード TS-4079。「睦哲也ダンス教材」の1枚）。日本語詞は横山健、編曲は角田圭伊吾。
- フレディ&ザ・ドリーマーズ ｰ 1966年のアルバム『In Disneyland』に収録

### NHKみんなのうた
NHKの『みんなのうた』では1966年4月から同年5月まで放送。日本語詞はあらかはひろし、編曲は前田憲男が手掛け、歌は友竹正則と杉並児童合唱団が担当した。映像は横尾忠則製作のアニメーション。『みんなのうた』での放送後、視聴者からの楽譜の希望が多かった曲の一つである。
放送当時の映像は残っており、まず2006年8月24日・同年12月13日・2007年1月2日の3回に渡って、BS放送のNHK衛星第2テレビ（現：BSプレミアム）の『なつかしのみんなのうた』で再放送、その後2011年4月3日放送の『みんなのうたスペシャル 年代別セレクション』（第1回）で地上波では45年ぶりに再放送、そして2021年12月には定時番組で55年8ヶ月ぶりに再放送された。この映像は『みんなのうた』のDVD-BOXには収録されていない。またNHKから発売された楽譜集には第5巻に収録され『メリー・ポピンズ』の場面も収録されていたが、その後の再版では著作権の関係上、一部の紹介外国曲と共に削られた。

## 備考
JASRACに於いては2018年現在、外国作品／出典：PJ (サブ出版者作品届)   ／作品コード 0C0-3170-5 CHIM CHIM CHER EE // MARY POPPINS として登録。日本内外の計113名の歌手が「アーティスト」とされ、日本の歌手では天地総子やペギー葉山、九重佑三子、松島トモ子、中尾ミエらが登録されている。
訳詞としては、音羽たかしとあらかはひろしの名義が登録されている。
出版者は、WONDERLAND MUSIC COMPANY INC（フランス語版）。日本でのサブ出版は日音 Synch事業部とヤマハミュージックEHである。